# Konstantinopolitanerinde
Konstantinopolitanerinde er et spøgefuldt dannet ord ("kvinde fra Konstantinopel") som tidligere blev brugt ved undersøgelse af spirituspåvirkede personer eller patienter med nervelidelser. Man lagde da mærke til om den pågældende kunne udtale dette besværlige ord.
| Sprog | Spire Denne artikel om sprog er en spire som bør udbygges. Du er velkommen til at hjælpe Wikipedia ved at udvide den. |